# Rio Drauţ
O Rio Drauţ é um rio da Romênia, afluente do Cigher, localizado no distrito de Arad.